# Pelzbranche

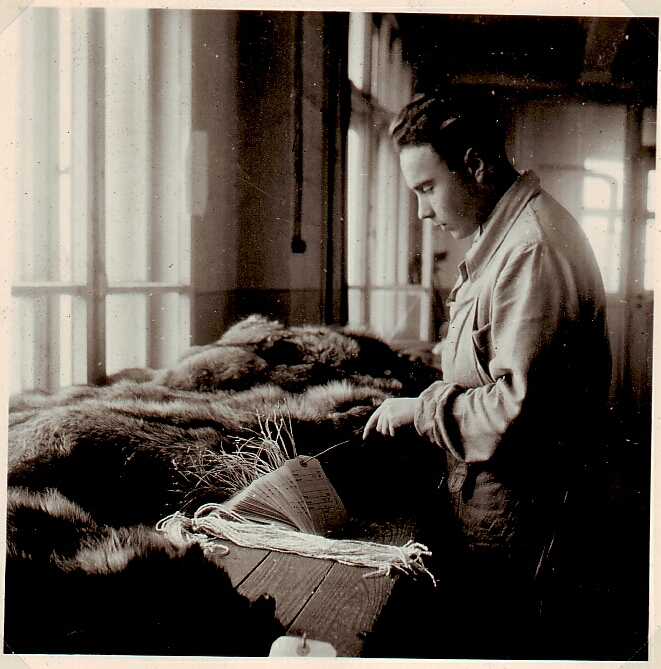
Rauchwarenkaufmann beim Bündeln der sortierten Fuchsfelle.
Leipzig, 1950

Die Pelzbranche – enger gefasst, hauptsächlich den Zwischenhandel bezeichnend, auch Rauchwarenbranche – umfasst verschiedene Gewerbe und Unternehmen im Bereich der Gewinnung,  Verarbeitung und des Handels von Pelzen. Größere Pelzkonfektionsunternehmen beschäftigen für die Produktion zumeist selbständige Kürschner als sogenannte Zwischenmeister (in der Wiener Rauchwarenwirtschaft „Stückmeister“ genannt), die unter Umständen auch Privathandel betreiben. In Deutschland wird die Branche seit 1987 vom Deutschen Pelzinstitut (DPI) vertreten. Der klassische Ort für die industrielle Pelzresteverarbeitung zu Pelzhalbfabrikaten (Tafeln, „Futter“, „Bodys“) ist seit jeher Kastoria und das etwa 60 Kilometer entfernte Siatista im Nordwesten Griechenlands.
Folgende Gewerbetreibende bezeichnen sich als der Pelzbranche zugehörig:
- Kürschner
- Pelz-Fachverleger
- Pelzauktionator
- Pelzeinzelhändler
- Rauchwaren-Großhandels-Kaufmann
- Rauchwarenkommissionär
- Pelzkonfektionär
- Pelzmodist
- Pelzreiniger
- Pelztierzüchter
- Pelzveredler
- Pelzzurichter (Pelz-Gerber)
- Pelzzutatenhändler

Historisch:
- Markthelfer
- Schweifdreher